# Pavić
Pavić eller Pavič är ett sydslaviskt efternamn som förekommer i bland annat Serbien och Kroatien. Det kommer från förnamnet Pavao/Pavo.

## Personer med namnet Pavić
- Armin Pavić (1844–1914), kroatisk språk- och litteraturforskare
- Milorad Pavić, serbisk författare
- Zorana Pavić serbisk sångerska